# FC Hegelmann (damer)
Hegelmann eller FC Hegelmann är ett fotbollslag för damer från Kaunas landskommun i Litauen. Klubben spelar i A lyga (damer) – den litauiska förstadivisionen.

## Historia
Fotbollslag för damer i Klubben FC Hegelmann bildades år 2022 under namnet FC Hegelmann (Kauno rajono futbolo klubas Hegelmann).
År 2017–2021 blev klubben damsektionen till FK Kauno Žalgiris, vilket gav laget större resurser.

## Stadion
Större matcher kan spelas på NFA stadionas, medan vanliga ligamatcher ofta äger rum på den betydligt mindre SM "Tauro" stadionas (Sporto mokyklos "Tauras" stadionas).

## Meriter
- A lyga (damer): 
3:e plats - 2023

## Placering tidigare säsonger
| Säsong | Nivå | Liga           | Placering | Referens |
| ------ | ---- | -------------- | --------- | -------- |
| 2022   | 1    | A lyga (damer) | 4         | [ 4 ]    |
| 2023   | 1    | A lyga (damer) | 3         |          |
| 2024   | 1    | A lyga (damer) | 4         | [ 5 ]    |
| 2025   | 1    | A lyga (damer) |           |          |

## Färger
FC Hegelmann spelar i blåa trikåer, bortastället är vitt.
| Hegelmann | Hegelmann |

### Dräktsponsor
- 2022– Hummel

### Trikåer
| 2022– · (Hemmakit) | 2022– · (Bortaställ) | 2022– · (Målvakt) |

## Trupp 2024
Uppdaterad: 15 november 2024
| Nr | Land    | Pos | Namn                      |
| -- | ------- | --- | ------------------------- |
| 1  | Litauen | MV  | Klaudija Savickaitė       |
| 12 | Litauen | MV  | Martyna Sventickaitė      |
| 12 | Litauen | MV  | Greta Lukjančukė          |
| 2  | Litauen | F   | Ieva Lidikauskaite        |
| 4  | Litauen | A   | Agnė Žėglevičiūtė         |
| 5  | Litauen | A   | Laura Kovalčiuk           |
| 8  | Litauen | MF  | Eva Jakaitė               |
|    | Litauen | MF  | Rusnė Šešplaukytė         |
| 13 | Litauen | A   | Gustė Lukoševičiūtė       |
| 14 | Litauen | F   | Milda Liužinaitė (kapten) |

| Nr | Land    | Pos | Namn                   |
| -- | ------- | --- | ---------------------- |
| 16 | Litauen | A   | Viktorija Platonova    |
| 17 | Litauen | MF  | Gabrielė Sendžikaitė   |
| 18 | Litauen | F   | Rasa Markevičiūtė      |
| 19 | Litauen | F   | Rimantė Kunickaitė     |
| 21 | Litauen | MF  | Karolina Zabolotnaja   |
| 22 | Litauen | MF  | Justė Grincevičiūtė    |
| 23 | Litauen | MF  | Sandra Mažeikaitė      |
| 50 | Litauen | MF  | Erika Busevičiūtė      |
| 10 | Litauen | MF  | Simona Petravičienė    |
| 13 | Litauen | F   | Vestina Neverdauskaitė |

## Kända spelare
- Eva Jakaitė (sedan 2022);
- Milda Liužinaitė (sedan 2022);
- Viktorija Platonova (sedan 2022);

## Tränare
- Klaudija Savickaitė (2022);
- Tomas Miliauskas (sedan februar 2023);[6]
- Judan Ali (sedan augusti 2023);[7]
- Karolis Jasaitis (sedan mars 2024)